# Euphaedra wissmanni
Euphaedra wissmanni är en fjärilsart som beskrevs av Friedrich Wilhelm Niepelt 1906. Euphaedra wissmanni ingår i släktet Euphaedra och familjen praktfjärilar. Inga underarter finns listade i Catalogue of Life.